# Ida Močivnik
Ida Močivnik (prv. por. Zajc, r. Jelen) slovenska diplomatka, * 13. julij 1942, Opatje selo, † 17. november 2009.
Med drugim je bila 1998-2002 veleposlanica Republike Slovenije na Madžarskem.

## Odlikovanja in nagrade
Leta 2000 je prejela častni znak svobode Republike Slovenije z naslednjo utemeljitvijo: »za požrtvovalno delo v dobro slovenske države«.